# Sylvia Grant
Sylvia Grant es una deportista jamaicana que compitió en atletismo adaptado. Ganó cinco medallas en los Juegos Paralímpicos de Verano entre los años 1988 y 1996.

## Palmarés internacional
| Juegos Paralímpicos | Juegos Paralímpicos      | Juegos Paralímpicos | Juegos Paralímpicos |
| Año                 | Lugar                    | Medalla             | Prueba              |
| ------------------- | ------------------------ | ------------------- | ------------------- |
| 1988                | Seúl (Corea del Sur)     | Medalla de plata    | Disco 5             |
| 1988                | Seúl (Corea del Sur)     | Medalla de plata    | Jabalina 5          |
| 1988                | Seúl (Corea del Sur)     | Medalla de plata    | Pentatlón 5-6       |
| 1992                | Barcelona (España)       | Medalla de plata    | Jabalina THW7       |
| 1992                | Barcelona (España)       | Medalla de bronce   | Disco THW7          |
| 1996                | Atlanta (Estados Unidos) | Medalla de bronce   | Jabalina F55-57     |